# Podróż apostolska Jana Pawła II do Francji (1980)
6 podróż apostolska Jana Pawła II miała miejsce w dniach 30 maja – 2 czerwca 1980 roku. Papież odwiedził Paryż, Lisieux i Deauville.
W Paryżu, przed katedrą Notre-Dame, stawiał współczesnej Francji to pytanie, jakie Jezus postawił św. Piotrowi: „Czy mnie jeszcze miłujesz?”. Następnie spotkał się z młodzieżą na stadionie Parc des Princes. Odwiedził także UNESCO, gdzie wygłosił przemówienie o roli kultury w życiu narodów i wychowaniu ludzi.
W Lisieux odwiedził miejsce kultu „małej Teresy” – karmelitańskiej świętej, Teresy z Lisieux.